# Dobrujevac (Boljevac)
Pour les articles homonymes, voir Dobrujevac.
Dobrujevac (en serbe cyrillique : Добрујевац) est un village de Serbie situé dans la municipalité de Boljevac, district de Zaječar. Au recensement de 2011, il comptait 158 habitants.

## Démographie
| 1948 | 1953 | 1961 | 1971 | 1981 | 1991 | 2002 | 2011 |
| ---- | ---- | ---- | ---- | ---- | ---- | ---- | ---- |
| 741  | 719  | 681  | 559  | 437  | 357  | 236  | 158  |

|  |